# Кола (растение)
Вижте пояснителната страница за други значения на Кола.
Колата (Cola) е род вечнозелени дървета от семейство Sterculioideae, разпространени в Африка. Неговите семена се наричат орехи кола и съдържат голямо количество кофеин и белтъчини. Стимулират нервната система, повишават тонуса, активизират обмяната на веществата и намаляват повишения апетит. Те са едни от основните съставки на безалкохолните напитки Кока-кола и Пепси.